# Coelioxys lata
Coelioxys lata là một loài Hymenoptera trong họ Megachilidae. Loài này được Cameron mô tả khoa học năm 1908.